# Entomophaga bukidnonensis
Entomophaga bukidnonensis är en svampart som beskrevs av Villac. & Wilding 1994. Entomophaga bukidnonensis ingår i släktet Entomophaga och familjen Entomophthoraceae.   Inga underarter finns listade i Catalogue of Life.